# Storia del Partito della Rifondazione Comunista (2001-2003)
La Storia del Partito della Rifondazione Comunista dal 2001 al 2003 comprende il biennio in cui il segretario Fausto Bertinotti tenta di modificare l'identità del Prc, cerca un rapporto privilegiato con i movimenti esplosi nel G8 genovese e che si conclude con la fine delle ostilità con la coalizione de l'Ulivo.

## Dopo Seattle, la svolta n. 1: addio a Stalin
Il 21 gennaio 2001 ricorrono gli 80 anni dalla fondazione del Partito Comunista Italiano. In quell'occasione Fausto Bertinotti tiene a Livorno un ampio discorso che culmina in una nuova parola d'ordine per il partito: «Sradichiamo dal nostro interno ogni residuo di stalinismo». Al contempo propone «una scelta netta: una rinascita marxiana», cioè tornare a Marx per uscire «dalla crisi del movimento comunista del Novecento». È la prima di una lunga serie di svolte che cambieranno in breve tempo il volto di Rifondazione.
Per il 13 maggio dello stesso anno sono previste le elezioni politiche. Dopo una lunga ed estenuante trattativa tra Ulivo e Prc, Rifondazione decide alla Camera dei deputati di concorrere solo nella quota proporzionale (patto di «non belligeranza»), e di presentarsi comunque al Senato, ma come forza indipendente. I risultati non sono dei migliori, anche se si registra una lieve crescita e in ogni caso il Prc risulta l'unico partito fuori dai poli a superare agilmente lo sbarramento del 4%.
Tuttavia il centrosinistra perde e a Palazzo Chigi torna Silvio Berlusconi. Al Senato il mancato accordo tra Ulivo e Prc, permette alla Casa delle Libertà di conquistare 40 seggi che, altrimenti, avrebbero impedito a Berlusconi di avere una maggioranza al Senato. Per questo motivo Bertinotti sarà oggetto di durissime critiche, ben interpretate in quei giorni dal regista Nanni Moretti che darà dell'«irresponsabile» al segretario di Rifondazione Comunista.
Bertinotti intanto prosegue nella sua opera movimentista e al Cpn del 26 e 27 maggio 2001, dopo aver fatto il punto della situazione dopo il voto politico, propone di «dare vita ad una sorta di Costituente programmatica della sinistra alternativa», che «non si tratta di una somma, quanto di un processo di allargamento per contaminazione. In sostanza si tratta di dare vita a livello mondiale, europeo e italiano di un nuovo movimento radicalmente riformatore. Si tratta di rafforzare un nuovo movimento operaio, in relazione con i movimenti contestatori dell'assetto capitalistico della società, capace di produrre una nuova idea di governo dell'Italia e dell'Europa, in stretta connessione con l'idea di un superamento del capitalismo». Il tutto nell'ottica di «contribuire alla costruzione e alla connessione dei movimenti».
Gli stessi movimenti che di lì a poco verranno segnati per sempre dalla contestazione al G8 in programma a Genova per luglio.
Qui il Prc è parte integrante del Genoa Social Forum (vedi Fatti del G8 di Genova), aggregazione di associazioni anti-G8, creato da Vittorio Agnoletto, già esponente di Democrazia Proletaria e candidato dal Prc alla Camera due mesi prima.

## Svolta n. 2: "Rifondazione, rifondazione, rifondazione"
Dopo i fatti di Genova, Rifondazione è certa che il «movimento dei movimenti» è una realtà cui rapportarsi. Ma per far ciò al segretario Bertinotti non basta aprire il Prc, serve una profonda e radicale rifondazione ideologica del partito, come già avvenuto con lo stalinismo.
E a settembre Bertinotti lo dice esplicitamente a una Festa di Liberazione a Meldola, in Romagna: «Non possiamo apparire come chi vuole conservare una pur grande storia, in cui ci sono state però anche delle tragedie, che ci rendono lontani rispetto a tanti che pure ascoltano con interesse ciò che diciamo». Dunque: «Liberiamoci dalle nostre scorie e cambiamo».
E un nuovo mutamento ideologico arriverà nel Cpn del 15 e 16 settembre, quattro giorni dopo gli attentati negli USA. Riflettendo a caldo sui fatti che stanno sconvolgendo il pianeta, il Prc approva un ordine del giorno dal titolo «No alla spirale guerra-terrorismo». Nel documento in pratica si condannano tanto gli attentati terroristici, quanto la conseguente guerra in Afghanistan voluta dagli Usa, ma, cosa anomala per un partito che si dice comunista, il tutto non viene letto con le categorie leniniste dell'imperialismo.
L'addio all'imperialismo è dunque la seconda svolta ideologica di un partito lanciato ormai come un treno verso un ripensamento totale della propria identità.
Intanto, il 6 settembre scoppia un piccolo caso quando il quotidiano La Stampa pubblica un virgolettato di Bertinotti che ai suoi avrebbe detto: «Fra cinque anni quando si tornerà a votare per forza di cose noi e la sinistra moderata dovremo presentarci insieme». Il giorno dopo Bertinotti smentisce, ma il quotidiano torinese replica che è tutto vero.
Una nuova polemica arriverà un mese dopo a causa di un'intervista che Bertinotti rilascia al Quotidiano Nazionale del 4 novembre. Dichiara Bertinotti: «Potrà sembrare paradossale ma Berlusconi sta facendo quelle cose che non hanno voluto fare Prodi, D'Alema e Amato e che si sono poi rivelate la pietra tombale dell'Ulivo».
Al Cpn del 15 e 16 dicembre arriva la "rivoluzione": vengono approvate le 63 tesi su cui verterà il successivo V congresso del partito. A redigerle è Paolo Ferrero, già demo-proletario, che Bertinotti ha voluto per far svoltare il partito. Le tesi sono approvate con 181 sì, 28 no e 45 astenuti. In maggioranza vi sono anche i trozkisti dell'area Erre di Livio Maitan e del Capogruppo al Senato Gigi Malabarba. Ma il Cpn è tutt'altro che tranquillo visto che le tesi toccano punti ideologici non da poco. L'ala destra ex-cossuttiana, "L'Ernesto", propone solo pochi emendamenti, ma cruciali; mentre i trotzkisti di Ferrando propongono 36 tesi alternative.
Il 4 aprile 2002 si apre così il V congresso del Prc, definito «della svolta a sinistra», e il cui slogan è «rifondazione, rifondazione, rifondazione». Nella sua relazione introduttiva, Fausto Bertinotti pone subito «il problema della costruzione, in rapporto con lo sviluppo del movimento, di un nuovo progetto politico», per «costruire nella società, in Italia e in Europa, un'alternativa di modello sociale e di democrazia, che può diventare anche alternativa di governo, fondata sulla duplice discriminante del no alla guerra e alle politiche neo-liberiste. E, contestualmente, si propone di rifondare la politica, dopo che essa è stata devastata dall'omologazione e dal pensiero unico del mercato, a partire dalla ripresa della sua ambizione più alta, quella di cambiare la società esistente, di trasformare la società capitalistica».
Bertinotti ribadisce anche che «lo stalinismo è incompatibile col comunismo». Se da un lato si chiude coi vecchi maestri sovietici, dall'altro se ne propongono di nuovi. La conclusione della relazione ne indica uno: Frei Betto. Chiude infatti Bertinotti: «Frei Betto (...) ci dice quale deve essere il nuovo mondo possibile: 'Proponiamo - ha scritto Frei Betto - di definire questa società con un termine che riassume, da circa due secoli, le aspirazioni dell'umanità a un nuovo modo di vivere, più libero, più ugualitario, più democratico e più solidale. Un termine che - come tutti gli altri ("libertà", "democrazia", ecc.) - è stato manipolato da interessi profondamente antipopolari e autoritari, ma che non per questo ha perduto il suo valore originario ed autentico: socialismo'. Vale anche per noi. Anche per noi il futuro si chiama socialismo».
Tuttavia non mancheranno delle polemiche sulle innovazioni apportate dal congresso, ma la maggioranza che guiderà il partito, resta sostanzialmente quella già uscita dal precedente congresso.

## Due grandi lotte di opposizione (autunno 2001 - primavera 2003)

### Il pacifismo arcobaleno
Dal 2001, gli Usa sono determinati nello sradicare il terrorismo ricorrendo alla guerra. Nel far ciò, l'amministrazione repubblicana di George W. Bush, trova un alleato fedelissimo nel governo italiano di Silvio Berlusconi. Il Prc si trova così in prima linea nel fronteggiare ogni logica guerrafondaia.
Primo banco di prova è l'Afghanistan, attaccato dagli Usa il 7 ottobre 2001.
Per far ciò Rifondazione si appella ripetutamente all'articolo 11 della Costituzione italiana, che impedisce all'Italia di fare guerre di aggressione, ma solo di difesa. Tuttavia il governo Berlusconi è determinato nell'inviare comunque delle truppe italiane in Afghanistan, un anno dopo l'attacco Usa.
Il 15 settembre 2002, dopo il Giubileo degli oppressi, il padre comboniano Alex Zanotelli con diverse associazioni, lancia la campagna "Pace da tutti i balconi!". In pratica si chiede a tutti i sinceri pacifisti di mettere nei balconi la bandiera della pace color arcobaleno o, in alternativa, un semplice lenzuolo bianco con su scritto PACE oppure NO ALLA GUERRA. L'iniziativa sarà un successo e anche il Prc aderisce con entusiasmo. Da allora la bandiera della pace sarà onnipresente in ogni lotta del partito contro la guerra, come di altri partiti della sinistra.
Il 3 ottobre a votare in Parlamento contro l'invio del contingente militare, saranno solo il Prc, il Pdci, i Verdi e parte dei Ds. Il movimento pacifista è in minoranza anche dentro l'opposizione di centrosinistra.
Ma ormai incombe la guerra in Iraq contro il suo presidente Saddam Hussein: il 16 ottobre Bush firma una risoluzione del Congresso che autorizza la guerra contro l'Iraq.
Il 19 febbraio 2003, il Prc presenta in Parlamento una sua mozione indipendente nella quale chiede un 'no' convinto contro ogni soluzione che preveda la guerra.
Il 5 marzo, Bertinotti aderisce, con altri esponenti politici e sindacali, a una giornata di digiuno indetta dal Vaticano «contro la guerra e il terrorismo».
Il 20 marzo l'Iraq è sotto attacco e vi resterà ufficialmente fino al 1º maggio. Seguirà una lunghissima guerriglia.
Il 3 aprile viene comunque approvata dal parlamento una mozione sulla guerra in Iraq. Il centrosinistra presenta tre mozioni distinte. Una di queste è presentata da Prc, Pdci e Verdi.
Il 12 ottobre il Prc partecipa alla tradizionale e cattolica Marcia per la Pace Perugia-Assisi. L'evento si rinnoverà ogni 2 anni.
A questo punto Bertinotti è pronto a far sterzare il pacifismo di Rifondazione verso la nonviolenza.

### Lo Statuto dei Lavoratori
Il 17 agosto 2001, il governatore della Banca d'Italia, Antonio Fazio, spinge per un ripensamento dell'articolo 18 dello Statuto dei Lavoratori, quello che impedisce i licenziamenti senza giusta causa in imprese sopra i 15 dipendenti. Più precisamente Fazio chiede al governo «maggiore facilità sia nel licenziare che nell'assumere».
L'idea è accolta subito e favorevolmente sia dal ministro per le Attività Produttive, Antonio Marzano, sia dalla Confindustria presieduta da Antonio D'Amato; mentre un secco no arriva dai sindacati uniti. Bertinotti, chiamato in causa, dirà che la proposta di Fazio «è inaccettabile socialmente e inefficace economicamente».
Malgrado ciò, il governo e Confindustria ritengono che la flessibilità sia decisiva per il rilancio dell'economia nazionale, e inizia un lunghissimo braccio di ferro con i sindacati e l'opposizione in genere.
L'apice della conflittualità si raggiungerà con la manifestazione nazionale indetta dalla CGIL al Circo Massimo di Roma il 23 marzo 2002. Tre milioni di persone inondano la capitale, per ascoltare il segretario nazionale della CGIL, Sergio Cofferati, che parlerà dell'articolo 18 come di un «diritto fondamentale della persona». La manifestazione portò allo sciopero generale del 16 aprile, che sarà di vaste dimensioni.
Il giorno dopo, 17 aprile, Fausto Bertinotti lancia dalla prima pagina di Liberazione, la proposta di raccogliere le firme per un referendum che estenda le tutele dell'articolo 18 anche alle aziende sotto i 15 dipendenti. Secondo Bertinotti, rifacendosi alle parole di Cofferati, la dignità del lavoratore non può fermarsi nelle aziende sopra i 15 dipendenti. Da qui l'idea del referendum estensivo.
È curioso notare come fu Bertinotti, da sindacalista, a negoziare, per conto della CGIL, la legge n. 108/1990: un provvedimento importante che rivisitò ampiamente la disciplina del recesso, istituendo per i dipendenti delle piccole imprese una tutela risarcitoria del licenziamento illegittimo, ben diversa dalla reintegra.
La proposta referendaria è accolta favorevolmente dai Verdi, dalla corrente Ds Socialismo 2000 di Cesare Salvi, dalla Fiom e da parte della CGIL (come Gian Paolo Patta).
Il 9 maggio inizia in sordina la raccolta delle firme che terminerà il 9 agosto a quota 700 000 circa (ne bastavano 500 000). Contemporaneamente la CGIL il 1º agosto inizia una raccolta firme per una proposta di legge di iniziativa popolare sull'articolo 18, che si concluderà il 18 dicembre con la cifra record di 5.122.905 firme (ne bastavano 50 000).
Nel frattempo il governo Berlusconi, dopo un anno di scontri, rinuncia a modificare l'articolo 18, preferendo intervenire nella flessibilità in altro modo. Ma il 15 gennaio 2003, la Consulta dà il via libera al referendum estensivo che verrà fissato per il 15 e 16 giugno.
Dunque per 5 mesi l'articolo 18 torna nuovamente a essere argomento di dibattito politico. Bertinotti è attaccato da più fronti perché accusato di aver organizzato un referendum inutile o velleitario. La stessa CGIL reputa sbagliato il metodo referendario per risolvere la questione licenziamenti, ma alla fine darà indicazione di votare 'sì'.
Per il 'sì' sono quindi, oltre ai promotori, anche la CGIL, il Pdci, i Verdi, l'Italia dei Valori e il Partito Marxista Leninista Italiano. Gli altri sono per l'astensione che, se superiore al 50%, renderebbe nulla la consultazione. Lo stesso comitato per il 'no', di fatto si mosse per l'astensione.
Alle urne nessuna sorpresa: il referendum è nullo perché a votare va solo il 25,5% degli aventi diritto, contro il 50%+1 minimo richiesto dalla Costituzione. I "sì" saranno comunque 10.572.538, ma Bertinotti ammetterà il disastro.

## L'addio a Fidel Castro
Il 29 aprile 2003 avviene qualcosa di impensabile fino a qualche tempo prima. Alla Camera si vota sulle misure da prendere contro Cuba, colpevole in quei giorni di aver incarcerato 75 oppositori di destra e averne fucilato altri 3.
Vengono approntate 4 distinte mozioni dalla CdL, dall'Ulivo, dal Prc e dal Pdci. A sorpresa solo quella del Pdci non condanna Cuba e il suo presidente Fidel Castro. Le risoluzioni dell'Ulivo e di Rifondazione, pur non invocando le sanzioni, condannano entrambe il regime castrista. E l'Ulivo si astiene sulla mozione di Rifondazione, mentre vota contro quella dei Comunisti Italiani. Il Prc taglia i ponti anche col regime castrista.
L'atteggiamento del Prc verso Castro non piace però a una larghissima parte del partito. Il risultato è un Cpn rovente il 3 e 4 maggio. Bertinotti viene bersagliato da critiche di ogni sorta e si urla al tradimento della causa cubana. Il segretario si difende chiarendo che «la questione dell'atteggiamento da tenere sulla pena di morte non è solo una questione etica, ma anche politica. La pena di morte va rifiutata hic et nun, senza se e senza ma. Le divergenze sul comportamento da tenere nei confronti dei dissenzienti richiamano punti di vista diversi sul ruolo dello Stato, del partito, sulla costruzione del comunismo. Non credo che la divergenza verta sulla storia di Cuba».
Il 9 maggio esce un piccolo articolo di Fulvio Grimaldi (già giornalista del TG3) su Liberazione per la rubrica Mondocane. La rubrica, pur essendo nata per trattare temi ambientali, quel giorno è una difesa di Castro e dei recenti fatti cubani. Il giorno dopo Grimaldi viene sostituito con Fabrizio Giovenale con la rubrica Rossoverde. Ufficialmente il motivo è che Grimaldi è andato fuori argomento, cosa comunque vera. Ma c'è chi dice che sia stato decisivo il contenuto di quell'ultimo Mondocane. In ogni caso la vicenda avrà strascichi polemici e giudiziari. Fulvio Grimaldi ha poi vinto la causa di lavoro contro il suo licenziamento da Liberazione.
Il caso Castro si riaprirà nel Prc in occasione della convocazione a L'Avana di più di 600 personalità di 70 paesi per un "Incontro Internazionale contro il terrorismo, per la verità e la giustizia" da tenersi il 2 e il 3 giugno 2005.
Per l'occasione, a rappresentare l'Italia, Cuba invita come partiti solo il Pdci ed esclude il Prc, ma accetta comunque una piccola delegazione della corrente di Rifondazione di Claudio Grassi. Altri inviti arriveranno al dj Red Ronnie e al giornalista Gianni Minà.
Il responsabile esteri Gennaro Migliore la prende molto male: «È un fatto singolare, grave e incongruo nei rapporti tra i nostri partiti, che sono stati sempre corretti e fondati sul rispetto reciproco e sulla non ingerenza interna. Rifondazione non è stata invitata e Grassi non la rappresenta». È comunque chiaro che Cuba non ha gradito l'atteggiamento del Prc verso le decisioni di Castro, ma Migliore non batte ciglio: «Rifondazione è solidale con le lotte del popolo cubano, ma rivendica la possibilità di criticare quanto non va in quella esperienza».
Grassi replicherà invece che «Rifondazione ha il dovere di essere più vicina a Cuba, al centro della politica di aggressione Usa e vittima di un drammatico embargo».

## La crisi del Corsera e gli attriti Curzi-Bertinotti
Sempre nel maggio 2003 il Prc è agitato da un'aspra polemica fra il direttore di Liberazione, Sandro Curzi, e Fausto Bertinotti. Il 29 maggio viene annunciato un improvviso cambio di direzione al Corriere della Sera, principale quotidiano italiano. Al posto di Ferruccio De Bortoli arriva Stefano Folli. In tanti parlano di un favore fatto al premier Berlusconi che non tollerava la linea editoriale spesso antigovernativa di De Bortoli, proprio nel quotidiano che influenza molto l'elettorato berlusconiano. Ne nascono pure degli scioperi dei giornalisti del Corriere. Anche la Federazione Nazionale della Stampa Italiana indirà uno sciopero generale di tutti i giornalisti italiani il 10 giugno per la libertà di informazione e l'indipendenza dei media, con particolare riguardo alla situazione del Corrierone. Davanti a questi fatti Curzi è per la denuncia del golpe berlusconiano al Corriere della Sera, mentre Bertinotti è per una linea più soft. Dichiarerà Bertinotti: «Al di là di una valutazione più compiuta sullo stato dell'editoria italiana e sul grado di autonomia di tutte le grandi testate giornalistiche vogliamo ora sottolineare soltanto il valore professionale di un giornalista come Stefano Folli, che si è sempre distinto per acume analitico e autonomia di giudizio, a lui i nostri auguri di buon lavoro». Un'aperta sconfessione di Curzi. Con Bertinotti e contro l'idea che Folli è un uomo di Berlusconi, si schierano penne di Liberazione come Rina Gagliardi (che è pure condirettrice), e Ritanna Armeni. Per entrambe Folli è un gran professionista subentrato a De Bortoli per mere ragioni editoriali e invitano i lettori a non pensare al complotto berlusconiano a tutti i costi.
Il 30 maggio esce un numero di Liberazione perfettamente allineato con Bertinotti, grazie a un colpo di mano della Gagliardi in assenza di Curzi. Ne nasce una bollente riunione spontanea della redazione. Il giorno dopo esce un giornale "sdoppiato" con due articoli, Curzi a pagina 2 e la Gagliardi a pagina 3 che se la prende con quel «pezzo della sinistra» dove «prevale un'"iperpoliticismo antiberlusconiano" che assume punte totalizzanti». Il giorno dopo Bertinotti sconfessa nuovamente Curzi dalle pagine de l'Unità: «Quando leggo sul mio giornale che Stefano Folli è un 'cerchiobottista' plasmabile dalla destra, non sono d'accordo e l'ho detto. In questo giudizio Liberazione ha fatto un errore».
Il 4 giugno si tiene un'assemblea voluta da e con il segretario di Rifondazione Comunista, la Direzione, la redazione, i collaboratori e i poligrafici di Liberazione. È un nulla di fatto, parzialmente sbloccato due giorni dopo quando il giornale decide di aderire allo sciopero del 10 della Fnsi, ma è una decisione che passa col voto contrario della Gagliardi e del vicedirettore Salvatore Cannavò. Quello stesso 6 giugno Curzi scrive a l'Unità. Nella lettera Curzi da un lato ribadisce la sua opposizione alla nomina di Folli alla direzione del Corsera, ma dall'altro denuncia come ormai Bertinotti cerca convergenze sempre più forti con Massimo D'Alema scavalcando non solo il Prc, ma anche il segretario Ds Fassino e il correntone Ds, interlocutori preziosi fino ad allora. Denuncia anche l'intervista del giorno prima a D'Alema pubblicata su Liberazione («Ripensare la terza via»). Un'intervista troppo bonaria, criticabile anche per la scelta di farla rivedere prima della pubblicazione a Bertinotti, poi a D'Alema, quindi di nuovo a Bertinotti.
Le polemiche vengono seppellite con al Direzione Nazionale del 24 giugno, ma la direzione Curzi ha ormai i mesi contati. Sandro Curzi lascerà Liberazione il 1º ottobre 2004, quando verrà accolta la sua proposta di nominare nuovo direttore Piero Sansonetti, in quel momento giornalista de l'Unità e iscritto ai Ds.
Nell'annunciare le sue dimissioni il 20 settembre, Curzi ringrazierà «la proprietà, dopo sei anni di direzione, per avermi concesso di non affrontare il settimo anno, sia per stanchezza, sia per evitare crisi matrimoniali. Inoltre mi piace pensare, d'accordo con il segretario, anche a una mia diversa utilizzazione nel partito».

## Cofferati e la «terza sinistra riformista»
Per Bertinotti il referendum sull'articolo 18 era anche l'occasione per vedere chi a sinistra stava da un lato e chi dall'altro, secondo la vecchia idea del Prc che in Italia esistono due sinistre (quella moderata dei Ds e quella radicale e antagonista del Prc).
Ma l'articolo 18, durante il 2002 ha creato una terza sinistra mediana, quella che riconosce e lancia Cofferati come proprio leader. La manifestazione del Circo Massimo, in effetti, aveva dimostrato che Cofferati era l'unica persona capace di aggregare tutta la sinistra italiana e proprio alla vigilia dello scadere del mandato di Cofferati alla guida della CGIL.
Il 21 settembre 2002 Cofferati lascia la CGIL, come da statuto, a Guglielmo Epifani e si ritrova libero e con un vasto popolo di sinistra in attesa di seguirlo anche in politica. Cofferati torna ufficialmente a lavorare alla Pirelli, ma fa poco per smentire sue ambizioni politiche e già il 27 settembre partecipa a una conferenza stampa in Campidoglio con Gino Strada, presidente di Emergency, che ha appena raccolto 140.000 firme contro un intervento militare in Iraq.
A fine 2002 Cofferati ormai si muove come un nuovo leader politico con gran disinvoltura. Un politico iscritto ai Ds, ma che non risparmia dure critiche al suo gruppo dirigente, tanto che il 24 ottobre Piero Fassino sbotta: «Non regge più la demagogia del dipendente della Pirelli che dall'alto giudica tutto e tutti. Cofferati si sporchi le mani come ce le sporchiamo tutti noi».
Il popolo di Cofferati è soprattutto quello che a partire dal febbraio 2002 è andato facendo opposizione al governo Berlusconi indipendentemente dai partiti, ma con grande partecipazione di massa e singolari forme di protesta: sono i girotondini che hanno in Nanni Moretti il loro guru principale.
I girotondini sono pronti ad appoggiare un movimento guidato da Cofferati, da testare magari alle elezioni europee del 2004. Si dichiarano disponibili, anche nei fatti, pure partiti come il Pdci e i Verdi, oltre, come è ovvio, alla corrente di sinistra dei Ds, ma anche riviste importanti come MicroMega e Il manifesto.
Questa galassia movimentista si dà così appuntamento a Firenze per il 10 gennaio 2003 per la manifestazione Politica e movimenti. Costruiamo insieme un futuro diverso. Parteciperanno in 10.000, Moretti e Cofferati compresi. Un successo che inquieta le dirigenze dei Ds e del Prc.
Ecco dunque costituita la «terza sinistra riformista», come la chiama Bertinotti (ma il neologismo appartiene al diessino Peppino Caldarola), che si colloca tra Ds e Prc, dando fastidio ad entrambi. I Ds si sentono infatti sempre più deboli e col terreno sotto i piedi venir meno, visto che la base diessina simpatizza ormai apertamente con Cofferati e Moretti. Il Prc invece si sente spiazzato dal fatto che l'insoddisfazione verso i Ds e la voglia di radicalità e movimentismo della sinistra diffusa, possa essere monopolizzata da Cofferati, anziché dal Prc e da Bertinotti, che da anni si preparava a questo "terremoto".
Dirà in quei giorni Bertinotti: «Una parte di quella che era la sinistra di governo cerca un nuovo protagonismo tentando di raggruppare l'area di movimento che ritiene più assimilabile. (...) Cofferati pensa che così sia possibile riqualificare l'Ulivo». E accusa: «A Cofferati rimprovero due cose: la prima è che per perseguire questo obiettivo divide il movimento, scegliendo solo gli interlocutori che gli sono più vicini, come dimostra il prossimo appuntamento di Firenze con Nanni Moretti, da cui è stata esclusa una vasta area di movimento. E invece la caratteristica fondante del movimento è la sua unitarietà nella pluralità». E, provocatoriamente, dice: «Io lo invito a fondare il partito del lavoro, lo sfido a mettere in piedi una formazione con cui finalmente ragionare alla costruzione di un'area della sinistra alternativa composta da movimenti, associazioni, giornali, da noi e anche da quel pezzo della sinistra che deciderà di distaccarsi dalle politiche moderate».
Il 9 gennaio Fassino tuonerà nuovamente: «C'è chi vuole destabilizzare i Ds, mandare a casa l'attuale gruppo dirigente e sfasciare tutto. È un modo di far politica di cui ho piene le tasche».
Il 12 gennaio sarà invece il presidente Ds D'Alema a parlare: «La sinistra ha bisogno di un federatore, non di un Gengis Khan». L'allusione è chiara.
In questo quadro il referendum sull'articolo 18 diventa l'arma perfetta per Ds e Prc per neutralizzare Cofferati. Per tutti è il momento di prendere posizione.
Il 29 aprile 2003 i Ds decidono di astenersi perché si è davanti a un referendum «dannoso e inutile». Cofferati troverà la soluzione «interessante».
Il 7 maggio la CGIL, pur non condividendo il referendum, decide di invitare a votare "sì".
Il 10 maggio Cofferati è a Bologna e definisce pubblicamente il referendum «un grave errore», incassando dure reazioni dai Cobas e da Rifondazione.
Il 12 maggio, con due interviste a la Repubblica e l'Unità, Cofferati chiarisce definitivamente: «Non andrò a votare». L'ex segretario generale della CGIL spiazza il suo popolo, mentre ritrova degli amici nei dirigenti diessini.
Il giorno dopo Liberazione titola dura: «Finisce la breve stagione della terza sinistra riformista».
Il referendum è perso, ma il mito di Cofferati è ormai evaporato.
Ds e Prc tirano definitivamente un sospiro di sollievo quando Cofferati esce di scena il 13 giugno accettando dai Ds la candidatura a sindaco di Bologna per le comunali 2004, e dando le proprie dimissioni dal direttivo CGIL e dalla fondazione "Giuseppe Di Vittorio".

## Svolta n. 3: verso un'alleanza di governo
Dopo il referendum il Prc non sarà più lo stesso e c'è chi imputa questo a un patto segreto stipulato tra D'Alema e Bertinotti per far fuori Cofferati, in cambio del ritorno del Prc nella coalizione di centrosinistra. Difficile confermare queste voci che hanno tanti indizi, ma nessuna prova certa. Tuttavia all'inizio del 2003 qualcosa nel Prc cambia, e in fretta.
Il 2 febbraio Bertinotti è a Perugia per una manifestazione pubblica del partito. Qui annuncia che «nelle elezioni amministrative Rifondazione comunista e il centrosinistra in genere vanno alleati, è sempre successo, anche quando rompemmo con Prodi. Questo per la semplice ragione che il governo locale è diverso dal governo nazionale»; dunque «cercheremo le alleanze con il centrosinistra, non solo con l'obiettivo di tentare di battere la destra, ma per pensare a nuove forme diverse di governo delle città». Fin qua tutto ordinario.
Il 6 marzo invece si arriva a una svolta storica: a Montecitorio tutti i leader de l'Ulivo tornano a sedersi a un tavolo con Bertinotti per un incontro di quasi due ore. Si discute su tutto: Rai, referendum, guerra, amministrative. L'incontro viene definito unanimemente positivo. E Bertinotti commenta su La Stampa: «Dobbiamo discutere oggi perché si determino le condizioni politiche che rendano possibile un'alleanza. Ma la partita è tutta aperta». E spiega: «È stato un incontro tra soggetti diversi e destinati a restare diversi. Ma stavolta il confronto tra noi e il centrosinistra, rispetto a tutti quelli passati, è reso diverso e può essere reso utile da due novità. Anzitutto, la crescita del movimento, che sta cambiando la geografia socio-politica del Paese. In secondo luogo, e lo dico senza malizia, l'articolazione dentro al centrosinistra che rende la posizione di Rifondazione non semplicemente esterna». E se qualcuno gli chiede cosa è cambiato rispetto al centrosinistra del 1996 o del 1998, Bertinotti risponde secco che «sono storie imparagonabili, non ci sono gradi riconoscibili di parentela: da allora è cambiato il mondo».
Alla fine dell'incontro con l'Ulivo, vengono anche costituite tre commissioni paritetiche per creare delle prime convergenze di programma:
- Ambiente con Alfonso Pecoraro Scanio (Ulivo) e Roberto Musacchio (Prc);
- Lavoro e Sviluppo con Cesare Damiano, Tiziano Treu e Cesare Salvi (Ulivo) e Paolo Ferrero (Prc);
- Mezzogiorno con Clemente Mastella (Ulivo) e Alfonso Gianni (Prc).

Si parla anche di un prossimo ritorno di Prodi alla guida del centrosinistra, una volta esaurito il suo mandato da presidente della Commissione europea nell'autunno 2004. Bertinotti parla chiaro: «Senza di noi Prodi non va lontano». Ed è vero. Il Prc del 2003 è in crisi di voti e iscritti, ma è pur sempre decisivo per battere le destre.
Il 16 maggio Bertinotti precisa la sua idea di accordo con l'Ulivo: «Rutelli dice che per vincere è necessario un 'patto trasparente' con Rifondazione? Dice una verità elementare. Noi siamo disponibili solo a un accordo di programma, non a riesumare vecchie formule come la desistenza». Per la prima volta dal 1994, Rifondazione si dichiara disponibile ad un accordo organico che può anche tradursi in una presenza del Prc in un prossimo governo di centrosinistra. Non, quindi, un semplice appoggio esterno.
Il 3 giugno si riunisce la segreteria Ds e D'Alema espone i termini dell'accordo col Prc dandolo di fatto per scontato.
Il 5 giugno Liberazione pubblica un'intervista di Rina Gagliardi a Massimo D'Alema, dal titolo «Ripensare la terza via». Non una intervista qualunque, perché D'Alema tende la mano al Prc per ritrovare un accordo di governo, e perché la Gagliardi è particolarmente affettuosa con l'ex premier diessino. Secondo D'Alema «le due sinistre devono riconoscersi, dialogare e non farsi del male. Ulivo e Rifondazione Comunista devono, quindi, trovare un accordo che non snaturi il Partito della Rifondazione Comunista e non offuschi il profilo riformista e 'di governo' delle proposte dell'Ulivo». Gli risponde Bertinotti dal Friuli: «Per rilanciare l'Ulivo è necessario riaprire un confronto programmatico senza pregiudizi».
Il 17 giugno in un'intervista al Corriere della Sera, il presidente diessino della Campania, Antonio Bassolino, spiega che l'obiettivo è arrivare un Prc di governo: «Io dico che per battere il Polo bisognerà trovare un rapporto con le forze esterne all'Ulivo, e il rapporto con il Prc sarà essenziale. Ma siccome si tratta di vincere e poi di governare, è impensabile ripetere l'intesa elettorale del '96. Anche Bertinotti ne è consapevole, sa che è indispensabile un accordo politico e programmatico». Quindi «se vinceremo le elezioni, dovranno esserci anche ministri di Rifondazione nell'esecutivo. Questo è il passo in avanti che bisogna fare, anche se so bene quanto sarà complicato mettersi d'accordo». Il giorno dopo dalle colonne di Liberazione, Bertinotti apprezzerà.
Sempre il 17 giugno la Direzione Nazionale, riunita per analizzare il risultato referendario, dà il via libera alla ricerca di nuove intese con l'Ulivo, con 21 voti favorevoli e 5 contrari (Ferrando). Si astiene la corrente Grassi (11 voti), pur essendo sempre stata favorevole alla ricerca di intese con l'Ulivo, per «una differenza sulle prospettive politiche». Secondo Grassi e gli altri 10 de l'Ernesto, «occorre evitare l'assunzione di decisioni affrettate. Sono passaggi delicatissimi che il partito deve poter discutere senza trovarsi di fronte a fatti compiuti. Su questo argomento la domanda che dobbiamo porci oggi è la seguente: sono maturate nello schieramento di centro-sinistra, sui nodi di fondo su cui ci siamo divisi in passato, delle posizioni diverse?».
Ferrando è invece più duro e chiede di «avviare immediatamente un congresso straordinario», ma il suo documento otterrà solo 3 voti favorevoli, 26 contrari e 2 astensioni.
Pertanto, come voleva Bertinotti, la Direzione Nazionale pone al partito l'obiettivo di «aprire, in un dibattito aperto, con le forze sociali ed il movimento, il tema di come qualificare e rendere efficace l'opposizione al governo delle destre. Le scorciatoie politiciste sono illusorie e non servono. Il toro va preso per le corna: come affrontare il tema decisivo di prospettare un'alternativa programmatica alle destre. Ne esistono le condizioni? Pensiamo di si, anche se l'esito non è scontato. Il nostro punto è sviluppare un'offensiva in questa direzione».
Anche il Cpn del 28 e 29 giugno sarà d'accordo, e stavolta il documento sarà votata da tutta la maggioranza uscita dall'ultimo congresso (68 sì, 14 no, 1 astensione). In apertura di Cpn, a proposito del futuro accordo di governo, Bertinotti dirà: «Vi sono però due rischi. Il primo: diventare la sinistra del centrosinistra. Il secondo: chiamarci fuori dalla politica, pensando che ormai l'alternanza ha vinto e dunque conviene ridurci a pratiche extraistituzionale. Entrambe queste strade sono errate e devastanti e non saprei indicare qual è la peggiore. Dobbiamo allora pensare a un nostro protagonismo politico, anche per contribuire a superare le difficoltà interne al movimento».
Poco prima, il 26 giugno, esce su Europa, quotidiano di Democrazia è Libertà - La Margherita, una lunghissima intervista a Bertinotti. Il centro dell'Ulivo s'interroga su chi sia oggi Bertinotti e il Prc, ricordando quel che successe nel 1998, ma il clima è cordialissimo e Bertinotti spiega il perché oggi il Prc cerca un accordo di governo con un ragionamento che resterà immutato anche in interviste e interventi successivi.
Secondo il segretario del Prc è emerso un grande problema per il suo partito come per tutto il centrosinistra: «Abbiamo imparato che raggiungere dei risultati è improbo, anche quando il paese è percorso da importanti movimenti sociali e civili: hai grandi maggioranze contro la guerra e la guerra la fanno lo stesso, senza pagare dazio; hai in piedi un grande movimento sui temi del lavoro e il governo fa leggi pericolosissime come il decreto Maroni; fai battaglie sui diritti, come quella sull'articolo 18 nelle piccole imprese e perdi, anche se vedi l'insediamento storico del Pci ritrovarsi nella geografia di quel Sì. Insomma, abbiamo di fronte un problema che noi prima leggevamo come un problema di Rifondazione, e invece evidentemente lo è per tutto il campo progressista e dei movimenti: come si fa a passare da una fase di affermazione della propria esistenza a una fase di riattivazione di un processo di cambiamento». In pratica l'idea che si possano ottenere dei cambiamenti, grazie alla mobilitazione di grandi masse o grazie a un Prc fortissimo, anche se isolato, s'è rivelata sterile. Occorre dunque un accordo di governo, cosa praticabile perché «i movimenti hanno cambiato la costituzione materiale del centrosinistra italiano, pur senza cambiarne la geografia formale». In origine, infatti, l'Ulivo «si dava come compito di temperare il governo della guerra dell'Impero e di stemperare – come sono riusciti a fare – qualsiasi conflitto sociale. È stato così dai Balcani all'Afghanistan», ma «adesso ci stanno ripensando». Pertanto «le cose cambiano, io ne prendo atto. E so anche perché cambiano. Non soltanto perché la globalizzazione sta in realtà uccidendo la sovranità popolare e il tessuto solidaristico, e ha un così forte segno di guerra, ma anche perché nel suo momento di partenza prometteva e regalava all'Occidente e soprattutto agli Stati Uniti il più alto periodo di crescita economica della storia recente. E invece adesso sta infliggendo a Usa, Europa e Giappone la crisi più lunga che si ricordi». Anche il confine tra le posizioni del Prc e quelle uliviste sembrano molto più sfumate: «C'è una discontinuità evidente ai miei occhi rispetto a quando l'Ulivo era, per me, alcuni signori coi quali io trattavo o rompevo. Oggi questo sarebbe impossibile perché il centrosinistra su tutte le questioni o si esprime in maniera plurale oppure non si esprime proprio. La geografia è cambiata e la linea di confine sui temi che ci stanno a cuore non è più tra noi e il centrosinistra, ma all'interno del centrosinistra, e in maniera molto irregolare. La sinistra Ds su molte cose è più vicina a noi che alla leadership del suo partito, i Verdi sono stabilmente collocati in una posizione più contigua alla nostra. E anche la Margherita a me pare una formazione politica stellare...». Bertinotti arriva così alla conclusione di rivedere completamente i suoi schemi, per cui «la costruzione della sinistra alternativa non è più un a priori del processo di confronto programmatico 'tra molti', ma ne è l'esito. Arrivo a dire che la novità per noi è questa: che rinunciamo ad avere chiara la meta in termini di schieramenti organizzativi. Lo schema delle due sinistre, che era anche il mio, non funziona più. Continuo a pensare che ci sia bisogno, in Europa, di una sinistra anticapitalista radicale, ma le forme della sua organizzazione e anche del suo rapporto con il centrosinistra non sono precostituite». Quanto al Prc, anch'esso giura che cambierà e, aggiunge «credo che Rifondazione debba stare dentro una struttura più ampia ma che non si possa rinunciare all'ambizione di pensarsi comunisti».
Il giorno dopo esce un'altra intervista su Il Messaggero, in cui Bertinotti parla de La Margherita come di una «presenza è fondamentale nella coalizione. (...) Proprio ora non dobbiamo essere manichei».
Viene così definitivamente abbandonata l'idea lanciata nel 1999 di «rompere la gabbia del centrosinistra». Secondo i bertinottiani perché essa è stata rotta; mentre per le opposizioni interne così facendo il Prc accetta di entrare nella gabbia e pure in modo docile.
Il 17 settembre si tiene un incontro fra tutti i responsabili del lavoro degli otto partiti del centrosinistra (Udeur, Dl, Idv, Sdi, Ds, Verdi, Prc, Pdci) dove si parla di politica industriale, occupazione, Stato sociale e pensioni, erosione salariale e democrazia sindacale. Si sottoscriverà anche un documento comune.
Il 18 settembre Bertinotti chiede alle opposizioni di unirsi per aprire la fase politica che porti alla caduta del governo Berlusconi.
La chiamata non cade nel vuoto e il 23 settembre si tiene un incontro tra Rifondazione Comunista, l'Italia dei Valori e le forze dell'Ulivo nella sede del gruppo Ds al Senato. Con questo incontro, per Bertinotti «si è aperta una nuova fase», in pratica «è finito il ciclo di un centrosinistra e Rifondazione che si confrontano e si è aperto quello del rapporto di tutte le opposizioni per la ricerca di un'alleanza per battere il governo».

## Svolta n. 4: comunisti, ma nonviolenti
All'inizio del 2004, tutto il Prc è coinvolto dal segretario Bertinotti in un dibattito che avrà eco anche all'esterno del partito, sull'opportunità di assumere la nonviolenza come unico strumento di lotta coerentemente comunista. In realtà il dibattito parte da lontano.

## Contro la violenza del G8 di Genova
Il Prc è parte attiva delle proteste del G8 genovese del 2001 che degenerano in scontri violenti fra forze dell'ordine e manifestanti. Alcuni allora puntarono il dito contro una presunta indulgenza del Prc nei confronti dei manifestanti violenti, nonostante la netta condanna del segretario Bertinotti.
Il 29 luglio 2001 dalle pagine di Liberazione, Bertinotti chiama a raccolta il partito per partecipare alla Marcia per la Pace Perugia-Assisi, sostenendo che «questo è un appuntamento tradizionale per il movimento pacifista, ma che oggi deve assumere il carattere di una nuova tappa per il rafforzamento di un movimento vasto, articolato, multiculturale, non violento e di massa, contro la guerra e il liberismo che aumenta nel mondo intero le povertà e le ingiustizie».
È chiara dunque la volontà di coniugare la lotta newglobal con un pacifismo nonviolento, soprattutto per sconfessare chi ritiene violenti i simpatizzanti di Prc.
Questo tipo di insinuazioni porterà Bertinotti a rilascia un'intervista al Corriere della Sera del 5 agosto 2001 in cui sbotta: «Accusarci di complicità con i violenti di Genova è un'autentica menzogna e anche una mascalzonata. A dimostrarlo ci sono le dichiarazioni, gli atti e i comportamenti di Rifondazione: tutti improntati alla non violenza. Prima, durante e dopo il G8». In effetti nulla nello statuto del Prc incita i propri iscritti alla violenza, né esistono discorsi di altissimi dirigenti che abbiano mai elogiato la violenza, ma è vero anche il contrario: la nonviolenza non è ufficialmente prevista e incoraggiata nella prassi del partito.
Nella medesima intervista, Bertinotti si colloca fra «chi ricorre a forme di disubbidienza civile che si trovano perfino nella tradizione gandhiana. Chiarito questo, non ho alcun imbarazzo a dichiarare la mia radicale opposizione a ogni forma di violenza, comprese certe dichiarazioni».
La questione sarà ripresa nel Cpn del 15 e 16 settembre, anche alla luce della violenza del terrorismo islamico. Bertinotti concluderà perentorio: «La ricerca sulla nonviolenza è decisiva per costruire 'una nuova arma' contro la società capitalista», anche in nome di un «comunismo come liberazione dell'uomo».
Per Bertinotti e suoi la nonviolenza è dunque fondamentale, e tornerà a ripeterlo qua e là, ma in realtà il partito ancora non affronta la questione che, in effetti, è estranea alla storia del movimento comunista che anzi ha sempre visto il mito della Rivoluzione, come un mito di violenza a fin di bene e «levatrice della storia».

## La nonviolenza al V congresso
Al V congresso del 2002, la nonviolenza è introdotta con la tesi di maggioranza n. 39: «La nonviolenza, pratica di lotta non distruttiva e, insieme, disubbidienza a leggi ingiuste, è la metodologia da un lato più in sintonia con l'anima profonda del movimento e dall'altra più efficace per combattere un potere che si presenta fortemente caratterizzato dal suo volto repressivo e che punta a trasformare la questione sociale in questione di ordine pubblico. Essa non va intesa come negazione del conflitto, e neppure della forza, ma all'opposto gestione altra, e più alta, del conflitto stesso: per essere efficace, infatti, questa scelta chiede un'organizzazione più e non meno forte, più e non meno capillare. Essa è parte integrante di quella riforma della politica - che riguarda i partiti come i movimenti - che implica il rifiuto di ogni militarizzazione del proprio agire e che assume la coerenza tra fini e mezzi come dato d'identità. In questo senso, nell'epoca della globalizzazione neoliberista, la pratica disubbidiente della nonviolenza è, in verità, ubbidienza ai valori più radicali della democrazia, della fratellanza, insomma, dell'umanità».
Tuttavia il congresso approva un nuovo Statuto per il partito che non prevede nessuna norma implica per i membri di Rifondazione Comunista l'accettazione della pratica nonviolenta. Questa resta dunque solo una tesi di una mozione congressuale, seppur di maggioranza. Per Bertinotti non è ancora abbastanza, forse perché ancora il movimento viene associato alla violenza dall'opinione pubblica.

## Contro la violenza brigatista
L'occasione di riaprire il dibattito, si ripresenta il 24 ottobre 2003 con l'arresto di otto appartenenti alle Brigate Rosse che hanno operato tra il 1999 e il 2002.
Alcuni fanno notare come fra gli arrestati vi siano degli iscritti al sindacato.
A commento della notizia, la Repubblica esce il 31 ottobre con un'intervista a Sergio Segio, 22 anni di carcere per terrorismo rosso e fondatore di Prima Linea. Segio scuote la sinistra lanciando l'allarme che «le Brigate rosse, sebbene ne siano componente ultra-minoritaria, sono e coabitano nel Movimento, hanno infiltrato il sindacalismo di base. Sono interne ai loro luoghi, alle loro sedi, al loro dibattito politico. E non sono affatto "nuove". Sono la fotografia di un passaggio di testimone tra generazioni nell'assoluta continuità di una matrice ideologica che non ha rifiutato il concetto di violenza politica, ma la conserva come opzione concreta, se non assoluta». Per Segio infatti «l'intero Movimento, in tutte le sue componenti, è contemporaneamente vittima ma anche opzione della violenza brigatista, perché possibile bacino di reclutamento. Non aprire su questo una dura battaglia politica che affermi l'impraticabilità e il carattere eticamente e storicamente inaccettabile della lotta armata, significa o non comprendere la delicatezza del passaggio che stiamo vivendo o non saperlo dire. Il che, politicamente, è la stessa e identica cosa». E questo avviene «perché i nodi teorici, propri della sinistra, della presa del potere e della violenza politica, non sono stati sciolti. La posso dire anche così: la parola d'ordine 'Guerra alla Guerra' del documento di rivendicazione D'Antona è il titolo polveroso di un pamphlet socialista del secolo scorso».
A Segio replica Bertinotti su la Repubblica del 2 novembre. Per Bertinotti «non c'è alcun dubbio che il tema del rapporto tra lotta armata e cultura politica può essere una straordinaria occasione offerta alla sinistra e non solo per affrontare un nodo cruciale della cultura del '900. La violenza». Tuttavia «la lunga esperienza torinese mi ha insegnato che il terrorismo nasce in una sfera autonoma della politica. Non sono la società e il conflitto che generano la lotta armata. Semmai, e al contrario, è nella società che si pongono le condizioni perché quel virus si infiltri».
Va però notato che «tutti i pensieri forti, religiosi e politici, contengono un irrisolto problema con la violenza. Noi siamo figli oltre che del crocifisso, della Bibbia. Ed è nella Bibbia che troviamo l'idea dell'annientamento del nemico. Le culture terzomondiste sono imbevute di violenza, lì dove arrivano a teorizzare che 'l'identità del colonizzato passa per l'uccisione del colono'. Nell'intera storia del movimento operaio è presente la distruzione dell'avversario. Dunque, tutti e ripeto tutti, sono chiamati oggi a fare i conti con il concetto di violenza. A me, la prima volta, lo insegnò Pietro Ingrao. Vent'anni fa. Ingrao era presidente della Camera e venne alla Fiat, a Torino. Ora, non ricordo esattamente la circostanza. Se dopo la scoperta che uno dei nostri delegati apparteneva alle Br o dopo l'ennesimo, sanguinoso, agguato. Mi sembra di vederla ancora quella sala sprofondata in un silenzio sospeso e Pietro svelarci la più semplice e decisiva delle verità. Disse: 'Noi siamo nati per dare valore alla vita. Le lotte della classe operaia hanno lo scopo di migliorare, anche solo di un nulla, la vita di ciascuno di noi. Vi pare che si possa accettare sia pure in ipotesi il progetto o l'idea di chi vuole cancellarne anche soltanto una di vita?'. Ecco, Ingrao già allora demoliva due capisaldi di una certa cultura socialista e comunista del Novecento. Primo: che il valore della vita di una persona debba essere misurato in quanto simbolo del potere che rappresenta. Secondo: che nella lotta all'eversione si possa procedere per aggregazioni omogenee, dunque in ordine sparso. Le cose non stanno così. Il terrorismo è il nemico di tutti. E tutti insieme lo si combatte».
Da allora «il Brecht che diceva 'vogliamo un mondo gentile, ma per averlo non possiamo essere gentili', non mi appartiene più, né appartiene più alla storia della sinistra e del Movimento di questo secolo. Perché oggi, la scelta non può essere altra che respingere ogni atto di violenza. In un mondo in cui la violenza si riassume nel binomio guerra preventiva-terrorismo, non può aver diritto di cittadinanza alcuna violenza politica. Perché in quel binomio è inevitabilmente risucchiata».
Pertanto il Movimento non ha e non avrà mai a che fare con la violenza «per un motivo molto semplice. Questi ragazzi sono estranei alla storia del Novecento. Sono di un'altra era. Gli è estraneo il concetto operaio del potere come terreno di conquista prima che di cambiamento. Il loro Palazzo d'Inverno non è Palazzo Chigi. Sono privi dell'idea stessa di avanguardia. No, il Movimento è antidoto a quel virus. Bisogna solo aiutarlo e ascoltarlo».

## Contro la violenza dei filo-iracheni
Dieci giorni dopo l'Italia è sconvolta dagli attentati di Nassiriya del 12 novembre 2003. Risulta definitivamente chiaro a tutti che la guerra in Iraq è continuata anche dopo il 1º maggio 2003, seppur sotto forma di guerriglia e attentati più o meno grandi.
Pochi giorni dopo alcuni inneggiano alla «resistenza degli iracheni contro l'occupazione Usa» scandendo anche slogan come «dieci, cento, mille Nassiriya», parafrasando una famosa parola d'ordine di Ernesto Guevara che nel 1967 proponeva di creare «due, tre, molti Vietnam».
Intanto il Campo Antimperialista, nato come campeggio sopra Assisi e ora piccolo coordinamento unitario di movimenti di sinistra e di estrema destra di vari paesi, lancia tre iniziative a sostegno della resistenza irachena. La prima prevede la sottoscrizione di 10 € da inviare all'Assemblea Nazionale Palestinese; la seconda è una raccolta firme per la liberazione di Tariq Aziz; la terza prevede invece una manifestazione di solidarietà da tenersi a Roma per il 13 dicembre, che poi vedrà la partecipazione di 300 persone, egemonizzata da "Sinistra nazionale".
Quest'ultima iniziativa, essendo aperta a chiunque condivida la piattaforma, viene anche sottoscritta da esponenti di Rifondazione, anche importanti, ma dopo i fatti di Nassiriya monta una polemica contro il Campo Antimperialista, il quale pare preveda dentro anche elementi del neofascismo italiano.
Alla richiesta se gli appartenenti al Prc possono partecipare alla manifestazione del 13 dicembre, Bertinotti risponde il 22 novembre: «Abbiamo chiesto con molta fermezza, a tutti i firmatari di quell'appello iscritti a rifondazione di ritirare la loro firma, sia se fosse a titolo personale e tanto più quando è in una veste in qualunque modo ufficiale di partito o istituzionale. Una risposta semplice: no! non è compatibile l'adesione a rifondazione comunista con la sottoscrizione di documenti di questo tipo».

## Comunismo è nonviolenza: le lettere a Sofri, Revelli e Mieli
Spiegazioni più articolate sull'idea di nonviolenza e comunismo, Bertinotti le dà grazie a due lettere indirizzate al segretario del Prc dal fondatore di Lotta Continua, Adriano Sofri (l'Unità 2 novembre 2003), e dal sociologo operaista Marco Revelli (Carta 13 novembre 2003). Le risposte di Bertinotti saranno pubblicate sugli stessi giornali rispettivamente il 9 e il 27 novembre.
Mentre la lettera di Sofri prende spunto da un'intervista concessa da Bertinotti al Quotidiano Nazionale del 21 ottobre, quella di Revelli dalla già citata replica di Bertinotti a Segio.
I contenuti di entrambe le risposte (almeno per quanto riguarda il tema della nonviolenza) saranno meglio sintetizzate in una lettera che Bertinotti invia a Paolo Mieli e pubblicata sul Corriere della Sera dell'11 dicembre, dove sono presenti anche dei riferimenti espliciti allo scambio di lettere con Sofri e Revelli.
Quest'ultima lettera scaturisce dalla lettura dell'editoriale di Ernesto Galli della Loggia per il Corsera del 9 dicembre, dal titolo «Il comunismo del gulag». Qui Galli della Loggia argomenta che «la storia del gulag (uso il nome della parte per il tutto) dimostra, al di là di ogni ragionevole dubbio, che non solo la dimensione repressivo-omicida è stata consustanziale al comunismo fin dall'inizio della sua versione russa (il meccanismo del terrore si mise in moto già nelle prime settimane del 1918) e dunque indipendentemente dallo 'stalinismo, ma indica altresì che quella dimensione è sempre stata e continua a essere propria del comunismo in ognuna delle sue varie incarnazioni: dalla Cina, a Cuba, al Vietnam. Il gulag, insomma, con la sua diffusione planetaria, ingenera inevitabilmente il sospetto che sia proprio il comunismo in quanto tale, il comunismo in tutte le sue versioni, l'origine del male». Eppure «il gulag e la sua storia sono rimasti un tabù, a sinistra il comunismo conserva il suo prestigio e ancora 'lotta insieme a noi mentre, da più di dieci anni, come è ovvio, il socialismo riformista è ancora al palo di partenza». Bisognerebbe «comprendere e dire a piena voce che quell'idea era destinata per sua natura, e dunque dappertutto e fin dall'inizio, a produrre gli orrori che per l'appunto ha prodotto; e di conseguenza avrebbe richiesto di porre in una luce comunque moralmente problematica l'adesione ad essa, a prescindere dalle intenzioni e dagli atti. Nulla di tutto ciò è invece avvenuto: il gulag e la sua storia sono rimasti un tabù, a sinistra il comunismo conserva il suo prestigio e ancora 'lotta insieme a noi' mentre, da più di dieci anni, come è ovvio, il socialismo riformista è ancora al palo di partenza».
Nella sua lettera, dunque, Bertinotti si dà da fare «per spiegare il motivo per cui il comunismo e la non violenza che nel passato sono apparsi e sono stati antinomici, oggi, non possono che vivere insieme». Per il leader del Prc «nel tempo della guerra e del terrorismo non è possibile parlare di comunismo se non si sradica da esso ogni riferimento alla violenza. E non si può parlare, in un mondo così organicamente ingiusto, di non violenza se non all'interno della rinascita di un'ipotesi di trasformazione della società. Oggi la guerra e il terrorismo ci stanno conducendo in una crisi di civiltà che può avere conseguente devastanti per l'umanità. Ne ho parlato in un recente dibattito con Adriano Sofri anch'egli convinto che, oggi, per il pianeta esista la possibilità di catastrofe.

All'origine di questa crisi c'è la modernizzazione capitalistica che non si è rivelata portatrice di progresso e di benessere, ma per la prima volta nella storia dell'umanità ha separato l'innovazione dal progresso sociale e civile e dal miglioramento della condizione di vita degli uomini, delle donne e della natura. Questa crisi ha una ratio. Essa deriva da uno sfruttamento che si è dilatato oltre i confini del '900 e che non coinvolge solo il proletariato classicamente inteso, ma le persone, la natura, l'ambiente. Il fattore ordinatore del mondo, quello con cui si impone questo sfruttamento dilatato, è la guerra. È attraverso la guerra che la modernizzazione capitalistica pensa di imporre le sue regole, le regole del mercato, dell'impresa. La questione del comunismo del nostro tempo nasce da qui, ma per essere affrontata richiede delle significative rotture con la sua storia.

Oggi parlare di comunismo significa, infatti, rompere con almeno tre idee-forza del '900».
Le tre rotture che ha in mente Bertinotti (di cui l'ultima è «la più importante») riguardano:
- «il soggetto rivoluzionario» (non più il proletariato e la classe operaia, ma «una soggettività critica e vigile nei confronti dello sfruttamento dilatato che investe il pianeta», di cui i newglobal costituiscono «un'annunciazione»);
- la fine di ogni «attesa deterministica» («noi all'opposto pensiamo al comunismo come processo aperto. Parliamo di processualità non di ineluttabilità. Parliamo di un movimento che dovrebbe abbattere lo stato di cose esistente, puntiamo sulla lotta di classe più che sulla definizione di ciò che dovrebbe essere la società comunista»);
- la fine della separazione «fra fini e mezzi» («Non c'è alcuno spazio fra guerra e terrorismo se non nel rifiuto di entrambi. E nel rifiuto di quella separazione fra mezzi e fini che ha caratterizzato tanta parte della storia del '900. So bene che nel passato gli errori e persino gli orrori che si potevano perpetrare in nome del comunismo potevano apparire secondari di fronte al grande cambiamento promesso. Si è pensato, fin da lontano, che si potesse giustificare anche Kronstadt di fronte alla prospettiva che la cuoca assumesse la direzione dello Stato. Sappiamo che è stato un errore tragico»).

Dunque «credo anche che qui ed ora la non violenza sia la condizione essenziale per far vivere fino in fondo tutta la radicalità di quel processo di trasformazione sociale che chiamiamo comunismo», non solo per quanto detto sopra, ma anche perché i mezzi violenti «sono del tutto inefficaci. Non riescono a produrre neppure nell'immaginario di chi vuole un cambiamento un'idea di alternativa di società perché riconducono inevitabilmente alla guerra e al terrorismo e alle due idee regressive di società che esse sottendono».
Da qui la sfida neocomunista di «chi non rinuncia alla costruzione di una società alternativa al capitalismo. Perché questo rimane il punto dell'oggi che nessun passato per quanto terribile può seppellire. Anche perché la storia grande del movimento operaio e dei marxismi non si è esaurita nella tragedia del "comunismo reale" e rende possibile, oltreché necessario, discernere in essa ciò che è vivo e ciò che è morto».

## Contro le foibe
Il 28 settembre 2003, a Marghera, quartiere operaio di Mestre (VE) si svolge una cerimonia di rinominazione del piazzale Niccolò Tommaseo in piazzale "Martiri giuliano dalmati delle foibe".
La decisione era stata presa nel 1998 dal consiglio comunale di centrosinistra, senza obiezioni dalla federazione veneziana di Rifondazione Comunista, presente anche nella giunta comunale veneziana.
Tuttavia durante la cerimonia (alla quale partecipa soddisfatta anche Alleanza Nazionale) un gruppo di simpatizzanti del Prc, insieme ad ambientalisti, Comunisti Italiani, sindacalisti Cobas e antifascisti, organizzano una contestazione con un sit-in e uno striscione con scritto "vergogna", essendo infatti contrari a ogni «revisionismo fascista».
La cosa non piace né ai dirigenti del Prc, né a dei giovani di centri sociali vicini, arrivati anche da Padova. Fra questi vi sono anche i Disobbedienti di Luca Casarini. La contestazione degenera nello scontro fisico tra Disobbedienti, contestatori di sinistra e giovani di destra, e non mancano i feriti in ospedale.
Il giorno dopo Casarini chiarisce che «siamo contro il fascismo ma pure contro lo stalinismo che Pettenò (consigliere comunale del Prc, ndr) e una parte di Rifondazione vorrebbe rivalutare negando addirittura che le foibe sono state un genocidio. Da una parte Berlusconi vuol far rientrare Mussolini dalla finestra e dall'altra Pettenò Stalin. Per noi è la stessa cosa».
Idee analoghe sulle foibe le esprimerà nelle stesse ore il segretario regionale del Prc Veneto Gino Sperandio, ma troverà «risibile qualsiasi giustificazione dell'aggressione subita dai compagni del Prc facendo apparire i contestatori dell'intitolazione ai martiri delle foibe come degli stalinisti che tentavano di giustificare i crimini avvenuti in Istria e Dalmazia alla fine della guerra contro il nazi-fascismo. Non vogliamo lasciare dubbio alcuno sulla nostra cultura politica: per noi le foibe furono uno dei più odiosi episodi di barbarie che, tra le molte macerie dell'esperienza del cosiddetto 'socialismo reale', furono prodotte».
Anche la segreteria nazionale si schiera con Sperandio, per voce di Patrizia Sentinelli. Dunque sui fatti delle foibe, il Prc ha per la prima volta una posizione ufficiale a livello nazionale.
Ma questa non è né apprezzata né condivisa da tutto il corpo del partito. Prova emblematica è la lettera di Igor Canciani, segretario provinciale del Prc Trieste, pubblicata su Liberazione (dove nel frattempo era scoppiato un vivace dibattito) del 5 ottobre. Canciani trova «francamente incomprensibile e del tutto fuori luogo la necessità, nostra, di rimarcare la nostra distanza da episodi di barbarie ascrivibili al cosiddetto 'socialismo reale' o quello di ribadire, in questa occasione, il rifiuto della connessione tra Rifondazione ed ogni forma di residuo stalinista, poiché la vicenda delle foibe con lo stalinismo non c'entra assolutamente. Sull'argomento esiste una copiosa e riconosciuta storiografia ufficiale, esiste una storiografia revisionista di destra (che purtroppo ha attecchito o quantomeno sta traendo in inganno molta gente inconsapevole e non informata), ma esiste anche una relazione predisposta da una commissione italo-slovena di storici (nominati dai rispettivi governi) che ha fornito un prezioso contributo di conoscenza in materia. E guarda caso, proprio il lavoro della commissione di storici, invocato per anni dalla destra più oltranzista, è stato dalla stessa sconfessato, anche perché proprio sulle foibe gli esiti della ricerca e le conclusioni della commissione ridimensionano di parecchio la portata e la rilevanza della questione».
Per Canciani le foibe restano «un atto ingiusto ed esecrabile», ma «non si trattò di eccidio o di pulizia etnica, ma di reazione ad un ventennio di occupazione fascista e di soprusi e di violenze».
Canciani chiude chiedendo di «iniziare una discussione di merito su un tema che, lo dico con grande rammarico, è del tutto assente al nostro interno e rischia di formare mere posizioni ideologiche».
E in effetti la discussione ci sarà. Il Prc Veneto il 13 dicembre organizza un convegno dal titolo La guerra è orrore. Le foibe tra fascismo, guerra e resistenza, all'interno dell'Aula Magna della facoltà di Architettura della IUAV di Venezia. Gino Sperandio, Segretario Regionale PRC Veneto, terrà la relazione introduttiva del convegno che sarà articolato in due sessioni. Al mattino sono previsti gli interventi dei professori Jože Pirjevec e Anna Maria Vinci (Università di Trieste), Predrag Matvejević (Università di Roma), Inoslav Bešker (Università di Zagabria), Angelo d'Orsi (Università di Torino). Partecipano anche i giornalisti Giacomo Scotti di Fiume, e Lidia Menapace.
Ma a fare scalpore saranno le conclusioni pomeridiane affidate a Fausto Bertinotti.

### La violenza giusta dei partigiani e la costruzione di un uomo nuovo
Premesso infatti che i militanti del Prc sono e restano «radicalmente antifascisti», per Bertinotti l'antifascismo è soprattutto «l'unica religione civile del paese, l'unica capace di costruire una convivenza civile», ma anche rifiuto del revisionismo storico, quel fenomeno cioè per cui «c'è anche del bene nel fascismo e c'è un po' di male nella resistenza». Un revisionismo «non innocente», dietro il quale si scorge il «tentativo di tirare una riga nella storia del Paese al di là della quale c'è la cancellazione di ogni ideologia, di ogni pensiero forte e la riduzione della politica a variante interna del dominio del mercato dell'impresa».
Ma Bertinotti non si accontenta di una «denuncia dei crimini del fascismo», magari per «rassicurare la tua identità e la tua esistenza». Il punto non è il ventennio: «Oggi, battere il fascismo - parlo del fascismo come lo abbiamo conosciuto alcuni decenni fa, non parlo delle politiche fascistizzanti, o degli elementi fascistoidi che persistono - battere quel fascismo è fin troppo facile. È capace perfino Fini. (...) I nostri avversari oggi, in questa fase della storia, sono la guerra e il terrorismo».
Uno scenario nuovo che porta quindi a delle novità: «Questa coppia guerra-terrorismo che sequestra monopolisticamente la violenza, questa realtà, ci mette di fronte ad un problema assolutamente inedito. Noi non possiamo pensare di battere questa violenza monopolizzata con la guerra. La violenza, in ogni sua variante, quale che sia il giudizio morale, risulta inefficace perché viene riassorbita dalla guerra o viene riassorbita dal terrorismo mettendo fuorigioco la politica. Questa coppia costringe a ripensare la nostra storia per trovare le forze e i modi per batterla. È una lotta di civiltà, è una lotta nella quale lo stesso importante problema della trasformazione prende corpo in modo inedito. Oggi, di fronte alla possibilità di una catastrofe dell'umanità, siamo obbligati ad indagare sulla violenza, sul suo ruolo nella storia, sul suo ruolo oggi o nel futuro dell'umanità».
Si potrebbe allora indagare sulla violenza della bomba atomica di Hiroshima per sconfiggere la violenza nazista. «Un passaggio drammatico, terribile. La violenza per battere la morte produce altra morte. Era legittima Hiroshima? (...) E ancora, noi - nel senso di movimento operaio che non siamo né Auschwitz né Hiroshima, in quel contesto siamo stati angeli? Noi, intesi come soggetti della storia, siamo stati contaminati da quella violenza?».
Per uscire da simili dilemmi, Bertinotti crede «abbia ragione un grande intellettuale come Walter Benjamin quando dice: rapportiamoci col passato con il balzo di tigre, torniamo indietro per scattare di nuovo in avanti verso il futuro. E allora, nelle tracce di resistenza alla violenza in nome della liberazione noi dobbiamo attingere per compiere questo salto».
A questo punto, «per liberarci dalla violenza», Bertinotti rievoca la Resistenza partigiana al nazi-fascismo in termini inediti per un leader comunista. Di quella guerra, Bertinotti decide di rievocare quel «lato che è rimasto in ombra, che è quello delle relazioni quotidiane, del tentativo di sottrarsi ad una violenza che pareva insormontabile. Questa dimensione c'era, anche se mi guarderei bene dal dire che era prevaricante rispetto a quella del conflitto, di un conflitto drammatico e tragico. Ma pensiamo a Cesare Pavese, ai passaggi nei suoi libri che riguardano il momento della resistenza, il suo orrore per la morte e per il sangue. C'era un ritrarsi, un senso di inadeguatezza, un timore. Pure era un partigiano. ( [...] ) Non sto dicendo che in quel momento, in quei momenti così terribili, non si doveva premere il grilletto. Sto dicendo un'altra cosa. Sto dicendo che non dobbiamo mettere sullo stesso piano quello che è e che si sente come dovere di fronte alla storia e il tuo essere umano, la tua umanità, politica e culturale. Che una distanza critica va presa, con coraggio. Che la tua umanità va salvaguardata».
Così la Resistenza c'è stata tramandata da partigiani che «come tutti, hanno sensibilità diverse»: da un lato chi con pudore non voleva più ricordare quella violenza, dall'altro chi per anni ha continuato a vantare l'eroismo di quei giorni.
«Noi, noi allora giovani, eravamo affascinati da entrambi gli atteggiamenti, da quelli guerreschi, eroici, di chi raccontava ancora con orgoglio quelle gesta e da quelli più silenziosi esplicitamente o implicitamente critici non nei confronti di quei gesti, ma di quella violenza che continuava a vivere in una cornice guerresca. Ma in realtà sul lato non militare di quella resistenza non si è indagato abbastanza. Abbiamo preferito fare un'operazione di 'angelizzazione' della nostra parte. Sfidati dalla brutalità del fascismo e dalla sua violenza, abbiamo preferito pensare che un'alternativa umana ad esso fosse già compiuta dopo esserci liberati da quel terribile evento. Questa retorica e questa angelizzazione non ci hanno aiutato ad indagare nella nostra storia per ricavarne risultati per il futuro. Hanno invece fatto sì che da un lato disperdessimo le lezioni più straordinarie che dentro quel percorso potevano annunciare il futuro, e, dall'altro, che negassimo le violenze della nostra storia e della nostra parte».
Questo concetto inedito di «angelizzazione» sarà uno dei passaggi più contestati dai militanti che non si riconoscono nelle parole del segretario.
È a questo punto che Bertinotti analizza le foibe, ovvero «un groviglio, un concentrato di violenza che ha investito la Venezia Giulia nella transizione tra guerra e dopo guerra».
Fu genocidio indiscriminato o eccidio di pochi fascisti? Per Bertinotti sarebbe una inutile questione di numeri. Più che altro le foibe avvengono per «il trapasso cruento di potere tra regimi contrapposti».
Se è vera la tesi che le foibe avvennero perché gli slavi erano in preda «di una sorta di furore popolare, una specie di riscatto da una lunga storia di violenze, un'imitazione delle violenze subite», allora si è davanti alla vecchia idea di Jean Paul Sartre per cui «il colono non può esistere, non può ricostruire la sua identità se non con la uccisione del colonizzatore». Ma in verità dietro quel furore, Bertinotti vi vede la «storica idea di conquista del potere, di costruzione dello Stato attraverso l'annientamento dei nemici», e poiché «gran parte della storia delle costruzioni statuali del movimento operaio nel '900 è passata attraverso l'idea della distruzione fisica del nemico, (...) noi dobbiamo avere il coraggio non solo, come stiamo facendo, di dire la verità, ma - e su questo punto insisto - di non trovare alcun elemento di giustificazione nell'orrore che gli oppressori avevano realizzato precedentemente per giustificare l'orrore che vi fu dopo». L'allusione ai metodi rivoluzionari sovietici è evidente.
A questo punto seguono le riflessioni su guerra e terrorismo che non aggiungono nulla di nuovo a quanto Bertinotti aveva detto in passato, ma che sono comunque un modo per ritornare sulle lotte operaie del Novecento: «Io credo, che nel '900 noi abbiamo perso. Ha perso la nostra gente, la nostra storia, la nostra cultura politica. Nel '900, il secolo in cui si è realizzata il più grande tentativo di scalata al cielo e di ascesa delle masse nella politica, e il tentativo del proletariato di superare la società capitalistica, cioè la società dello sfruttamento e dell'alienazione, noi abbiamo perso. La partita nel '900 si è conclusa con una sconfitta». Una sconfitta che viene indagata da Bertinotti per dubbi: «In quel '900 nella nostra storia c'era anche qualcosa che non funzionava? Siamo così sicuri che era proprio necessario massacrarli quelli di Kronstad? Siamo così sicuri che per salvare il nuovo stato post rivoluzionario andavano massacrati? E siamo così sicuri che per difendere la rivoluzione bisognava costruire degli stati autoritari? Siamo sicuri che lo stalinismo fosse proprio la risposta necessaria a quella fase? E che il mantenimento delle tracce dello stalinismo che si sono da lì irradiate non siano state un elemento, invece, di corrompimento drammatico dell'alternativa possibile e necessaria del comunismo al capitalismo? E siamo così convinti che il gulag o non esistevano oppure erano solo un modo per tenere a freno gli egoismi di popolazioni che non capivano il comunismo? Oppure invece era una modalità attraverso la quale una idea nata per liberare si rovesciava nel suo contrario in un regime oppressivo? Quando parliamo di gulag parliamo di 20 milioni di persone sterminate, di cui la metà comunisti. Vorrei che qualche brivido ci attraversasse».
E allora «le foibe ci possono capitare addosso non solo per imbarbarimento indotto dall'avversario, ma perché nessuna cultura forte è immune dalla propensione fondamentalista. Tanto più pensiamo di avere un'idea del mondo, tanto più è radicata l'idea di alternativa, di diversità, di un altro mondo possibile, tanto più è alto il rischio che si possa accedere alla scorciatoia fondamentalistica di imporre con ogni mezzo questo esito. È in questo modo che chi pensa di dover esportare una civiltà fa la guerra.

Vorrei poter dire anche ai compagni più avversi a questa linea di ricerca, che come vedete non è vero che noi vogliamo disfarci del passato, ma vogliamo scegliere un lato del nostro passato contro un altro ed esaltarlo al punto da farlo diventare una pratica sociale, politica e culturale. Nessuno di noi propone di ricominciare da capo».
Per Bertinotti è dunque arrivato il momento di fare «una revisione coraggiosa» sull'«idea del potere» e sull'«idea della violenza» che hanno caratterizzato l'Unione Sovietica e che Rifondazione si ritrova in eredità. «È questo, io credo, il passaggio che noi siamo chiamati a fare, non per essere meno comunisti, ma semplicemente per cercare di essere comunisti».
Osservando infine come tanto la guerra degli stati, quanto le violenze terroriste, sono organizzate e portate avanti da oligarchie che escludono le masse dalla politica, Bertinotti chiude ricordando come «noi pensiamo che la partita la debbano giocare le moltitudini, le masse e le classi, non lo stato maggiore. Questo è il punto chiave. Se c'è uno stato maggiore c'è un regime possibile di guerra. Allora, quelle che appaiono culture deboli e soggetti deboli, noi dovremo saperlo per nostra storia, sono i portatori del futuro. ( [...] ) Ma perché la periferia diventi il centro bisogna che la radicalità sia iscritta in una pratica di nonviolenza. Il massimo di radicalità oggi si può esprimere solo con la nonviolenza, altrimenti retrocede immediatamente a braccio armato e si inserisce nella dialettica guerra-terrorismo. Diventa la fine della politica. (...) Se oggi dovessimo accettare la violenza essa ammazzerebbe soprattutto noi. Per questo, io credo, noi dobbiamo liberarcene facendo i conti interamente con la nostra storia».

## Nonviolenza e Cristianesimo
Il tentativo di dare uno sbocco nonviolento ai metodi di lotta di Rifondazione, si accompagna con la continua ricerca di un rapporto migliore con la religione e col cattolicesimo in particolare.
Del resto il movimento pacifista ha una lunga tradizione cristiana e la stessa Marcia della Pace Perugia-Assisi, alla quale partecipa il Prc dal 2001, è di matrice cristiana.
Anche il successo delle bandiere arcobaleno della pace nel 2003 si deve a quel cattolicesimo che è sempre pronto a dire no alla guerra, come i missionari comboniani.
L'avvicinamento al cristianesimo non è comunque facile per un partito che discende da Karl Marx che notoriamente vedeva la religione come «oppio dei popoli».
Lo stesso Bertinotti è ateo come tantissimi nel suo partito, e papa Giovanni Paolo II è noto per le sue battaglie anticomuniste.
Malgrado ciò il Prc deciderà di essere presente alla prima visita in assoluto di un pontefice al Parlamento italiano riunito in seduta comune il 14 novembre 2002. Cosa che invece non farà il Partito dei Comunisti Italiani per sottolineare «sottolineare come la separazione tra confessione religiosa e istituzioni dovrebbe essere (ancora) a fondamento dei principi di uno Stato laico. Non solo sulla carta, come indubitabilmente è nel nostro Paese, ma anche nella rappresentazione politico-simbolica, nel messaggio sociale, nella comunicazione mediatica». Idea non condivisa da Bertinotti: «Noi non siamo fra coloro che non approvano o contestano la visita in parlamento di Karol Wojtyła proprio perché abbiamo convinzioni profonde sulla laicità dello Stato».
Bertinotti si dirà emozionato della visita di Karol Wojtyla: «Un uomo laico della sinistra comunista come me ha, rispetto alle posizioni di questo autorevolissimo e straordinario uomo di chiesa, punti di consenso e di dissenso. Ma l'emozione resta».
Il 16 ottobre Bertinotti sarà tra i tanti che invieranno auguri a Wojtyla per i suoi 25 anni di pontificato. Per l'occasione esce infatti un editoriale di Bertinotti per Liberazione (che per l'occasione dedicherà quattro pagine all'evento).
Nel suo messaggio di auguri, Bertinotti tenta di accreditare il papa polacco come un grande anticapitalista, più che come il noto anticomunista.
Nello stesso tempo, il giornale ufficiale della Santa Sede, l'Osservatore Romano, ospita un articolo di Sandro Curzi.
In questo quadro non stupisce la posizione prudente di Bertinotti quando scoppia il caso di Ofena (AQ). Il 22 ottobre 2003, infatti, il giudice Mario Montanaro, del tribunale dell'Aquila, stabilisce la rimozione del crocifisso dalla scuola materna ed elementare "Silveri" di Ofena, accogliendo un'istanza di Adel Smith, presidente dell'Unione dei musulmani d'Italia, in nome della laicità della scuola pubblica.
Sul caso, che accenderà aspre polemiche, Bertinotti dirà per Il Giornale del 30 ottobre che «la politica deve stare un passo indietro rispetto a discussioni così controverse. (...) Se dovessimo decidere ex novo, non metterei nessun segno religioso. Ma un conto è mettere, uno è togliere. E io avrei qualche difficoltà a togliere il crocifisso».
Il 24 dicembre 2003 Liberazione approfondisce l'imminente festività del Natale con un articolo di Ritanna Armeni che riabilita la religione, come mai nessuna forza comunista aveva mai fatto, almeno non così esplicitamente. Scrive l'Armeni: «Oggi non ci sentiremmo di dire che 'la religione è l'oppio dei popoli' o che è una forma di nevrosi. Come ci sembrerebbe limitativo abolire l'analisi e la comprensione in nome di un laicismo che tutto azzera e controlla, di cui è un esempio la recente proposta di legge francese (voluta dal governo e dalla sinistra) che chiede l'abolizione dei simboli religiosi nelle scuole per preservare la laicità dello Stato repubblicano. La religione, le religioni sono una ricchezza, sono cultura, arte, socialità, capacità di cambiamento. Che cosa sarebbe stata la poesia degli inizi della lingua italiana senza la religione? E riusciamo ad immaginare il Rinascimento e le opere pittoriche dei grandi senza di essa?».
L'operazione è comunque sempre giustificata come un modo nuovo di essere rivoluzionari, pacifisti e nonviolenti. Tanto è vero che per l'Armeni la religione va vista come «un messaggio di pace e non di guerra, di dialogo e non di contrapposizione. Possiamo scoprire quanto di quel messaggio è stato compreso e quanto tradito. Possiamo trovare il messaggio rivoluzionario che ogni religione contiene. Possiamo farlo se siamo interessati ad esso e se pensiamo che la costruzione di un nuovo mondo debba tener conto anche della convivenza fra le religioni e non pensare semplicemente di abolirle».
Tuttavia non tarderanno ad arrivare tantissime lettere di protesta di lettori più vicini al lascito di Marx. A risposta di queste lettere, la Gagliardi replicherà con argomenti movimentisti («l'unica grande forza dinamica, capace di muovere grandi masse, è oggi la religione»).

## Il dibattito finale del 2004
Le conclusioni di Bertinotti al convegno sulle foibe vengono pubblicate su Liberazione del 4 gennaio 2004. Tre giorni dopo sullo stesso esce un'intervista a Pietro Ingrao a commento delle parole di Bertinotti. Ingrao dirà: «Mi ha colpito il ragionamento che propone sul pacifismo e sulla lotta armata. In questo testo, non c'è solo la netta condanna dello stalinismo, ma qualcosa che va oltre: la capacità di rompere uno schema - anche un immaginario - che era profondamente radicato in tutti noi, nella stessa tradizione leninista. Questo schema è quello della rivoluzione come assalto armato al Palazzo d'inverno, come il momento nel quale scatta la necessità dell'ora X, dell'attacco finale al potere. ( [...] ) C'era in noi - voglio dire - la persuasione profonda della dura necessità della lotta armata, che era tornata con forza nella tragedia degli anni '30. E non eravamo affascinati da una frase marxiana (la violenza come 'levatrice della storia') di cui eravamo intrisi anche nei momenti più intensi della lotta per il disarmo?».
Sono parole pesanti dette da un uomo che pesa ancora presso buona parte della sinistra e che inevitabilmente riaprono il dibattito su comunismo e nonviolenza, ma stavolta in modo definitivo.
Tra gennaio e marzo sia Liberazione che il manifesto, pubblicano le opinioni di vari esponenti di Rifondazione Comunista o vicini ad essa e lettere di semplici lettori, dimostrando che non tutti concordano con Bertinotti e Ingrao, ma anche che tanti altri accolgono la novità nonviolenta in modo entusiasta.
Per rafforzare il sostegno a Bertinotti, Ingrao tornerà sull'argomento altre due volte, mentre Bertinotti vi ritornerà con un'intervista pubblicata sul Corsera del 14 gennaio, dove dichiarerà che «alle manifestazioni si va a mani nude e a volto scoperto».
Per completezza e sintesi vale la pena citare le posizioni prese dai capicorrente del Prc:
- Claudio Grassi de l'Ernesto[76] - Contesta la praticabilità della nonviolenza («Di che cosa discutiamo parlando di non-violenza? Secondo alcuni, di un concetto e di una forma dell'agire politico adeguati sempre e dovunque. Posto così, è un tema impraticabile in una prospettiva politica») e ricorda come «ci si sarebbe potuti risparmiare tanta fatica e tanta carta, talmente ovvio è - almeno per noi - che oggi, in questa parte del mondo, la lotta sociale e politica deve ricorrere esclusivamente agli strumenti pacifici del confronto, pur aspro, delle idee; della libera manifestazione delle proprie istanze; della mobilitazione di massa; dello sciopero; della protesta e della disobbedienza civile. E talmente ovvio è - per noi - che se il conflitto sociale e politico non è sempre scevro da violenza, la responsabilità di ciò incombe in primo luogo a chi controlla gli apparati coercitivi dello Stato». Seguono difese del Novecento, pur incoraggiando la ricerca neocomunista («altrimenti nessuna rifondazione sarà mai possibile») e il rifiuto dell'accusa di aver angelizzato la Resistenza.
- Marco Ferrando di Progetto Comunista[77] - Attacca l'idea della nonviolenza citando la Rosa Luxemburg di Violenza e legalità (1902), figura comunista molto cara a Bertinotti («è a priori indispensabile l'aperto riconoscimento della necessità dell'uso della forza, sia in singoli episodi della lotta di classe come per la conquista finale del potere statale: è la forza che può prestare anche alla nostra attività pacifica e legale la sua particolare energia ed efficacia»), ma anche Marx ed Friedrich Engels che in Anti-Dühring (1878) scriveva che «per Duhring la violenza è il male assoluto: ogni uso di violenza avvilisce colui che la usa, egli dice: ma che la violenza abbia nella società anche un'altra funzione, una funzione rivoluzionaria, che essa sia secondo le parole di Marx, la levatrice di ogni vecchia società gravida di una nuova... in Duhring non si trova neppure una parola. E questa mentalità di predicatore, fiacca ed insipida, ha la pretesa di imporsi al partito più rivoluzionario che la storia conosca?»).
- Livio Maitan di Erre[78] - Contesta il modo di proporre i dibattiti nel partito, preferendo discussioni che partano liberamente dal basso («così si rischia di sollevare un grosso polverone e di fare ben poca chiarezza sui problemi storici e strategici che effettivamente si pongono»). Contesta l'idea di ripudio del Novecento («è quanto di più antistorico si possa immaginare e non serve affatto allo scopo, cioè a individuare le effettive cause delle sconfitte di portata storica che sono state subite»). Sulla nonviolenza l'accusa di Maitan a Bertinotti è di aver dimenticato Lenin e predecessori e trova «stucchevole» il «motivo ricorrente del rifiuto della presa del palazzo d'inverno rappresenta una negazione di quello che la rivoluzione russa è stata, cioè una della più grandiose mobilitazioni di massa, proletarie e contadine, nel corso della storia. Non è neppure originale perché vi hanno fatto ricorso i socialdemocratici da oltre ottant'anni a questa parte».